# Kathryn Watt
Kathryn Watt, född den 11 september 1964 i Warragul, Australien, är en australisk tävlingscyklist som tog OS-silver i bancyklingsförföljelsen och guld i linjeloppet vid olympiska sommarspelen 1992 i Barcelona.